# Boulevard périphérique di Parigi
Il boulevard périphérique di Parigi è una strada comunale a scorrimento veloce a forma di un anello a quattro o più corsie per ciascun senso di marcia. Inaugurato il 25 aprile 1973, lungo 35,04 chilometri, il périphérique circonda quasi tutto il territorio comunale della capitale francese.
La strada è una delle più trafficate della Francia.
Il tracciato del boulevard périphérique delimita i confini della città rispetto ai comuni adiacenti quasi per l'intero suo percorso, salvo che all'altezza del bois de Boulogne e del bois de Vincennes, che appartengono a Parigi ma ne sono separati dal périphérique. Lo stesso dicasi per l'eliporto e le zone limitrofe, appartenenti al XV arrondissement.

## Viabilità
È composto per la maggior parte della sua estensione da quattro corsie per senso di marcia, su cui la velocità è limitata ai 70 km/h. La carreggiata interna è chiamata périphérique intérieur, quella esterna è detta périphérique extérieur.
Il Boulevard périphérique ha lo status di strada normale urbana e non di autostrada. Per questo, la sua viabilità è regolata dalle normali regole di priorità del codice della strada, tra cui l'obbligo di dare precedenza a destra. Questo significa che i veicoli che si immettono sulla corsia destra del périphérique hanno precedenza su quelli che già si trovano sulla stessa corsia, a differenza di quanto avviene su simili infrastrutture autostradali, in cui viene data priorità ai veicoli circolanti nell'arteria. Il motivo è che la corsia più esterna è interamente dedicata all'uscita dei veicoli, facendo eccezione alla regola del codice che impone di circolare sempre sulla corsia più a destra. Per questo, quegli autoveicoli che si trovano a circolare sulla corsia più esterna, senza aver imboccato l'uscita, sono tenuti a dare la precedenza a quelli entranti. Questi ultimi, peraltro, una volta entrati non possono spostarsi subito sulle corsie più interne (salvo motivi ammessi, come pericoli o emergenze), perché trovano un tratto della loro corsia delimitato a sinistra da una linea continua (se non vi fosse la linea continua, provenendo da destra, avrebbero la precedenza anche su tutti gli altri veicoli circolanti nelle corsie più interne).
Come per le altre strade principali della Francia, il sistema di identificazione della percorrenza del périphérique è costituito da punti chilometrici, abbreviati con l'acronimo PK, distanti un chilometro l'uno dall'altro, misurati sull'asse del terrapieno centrale fra le due carreggiate. Il PK 0 si trova sul giunto di dilatazione del Pont amont sulla riva destra, in prossimità della Porta di Bercy. La percorrenza aumenta secondo il senso orario ed è indicata da opportuna segnaletica. L'indicazione della percorrenza chilometrica sui cartelli è sottolineata da una linea rossa se vista dalla carreggiata interna e blu se vista dalla carreggiata esterna.
È di gran lunga la strada più frequentata di Francia. In particolare, il tratto tra porte de Bagnolet e porte de Montreuil, a 5 corsie per senso di marcia, è tra le strade più percorse d'Europa.
Sul périphérique sono installati numerosi pannelli luminosi a messaggio variabile, che indicano i tempi previsti di percorrenza nelle varie tratte, i pericoli specifici e generici, inviti alla prudenza nella guida, e altri messaggi legati alla viabilità di Parigi e dei suoi dintorni.

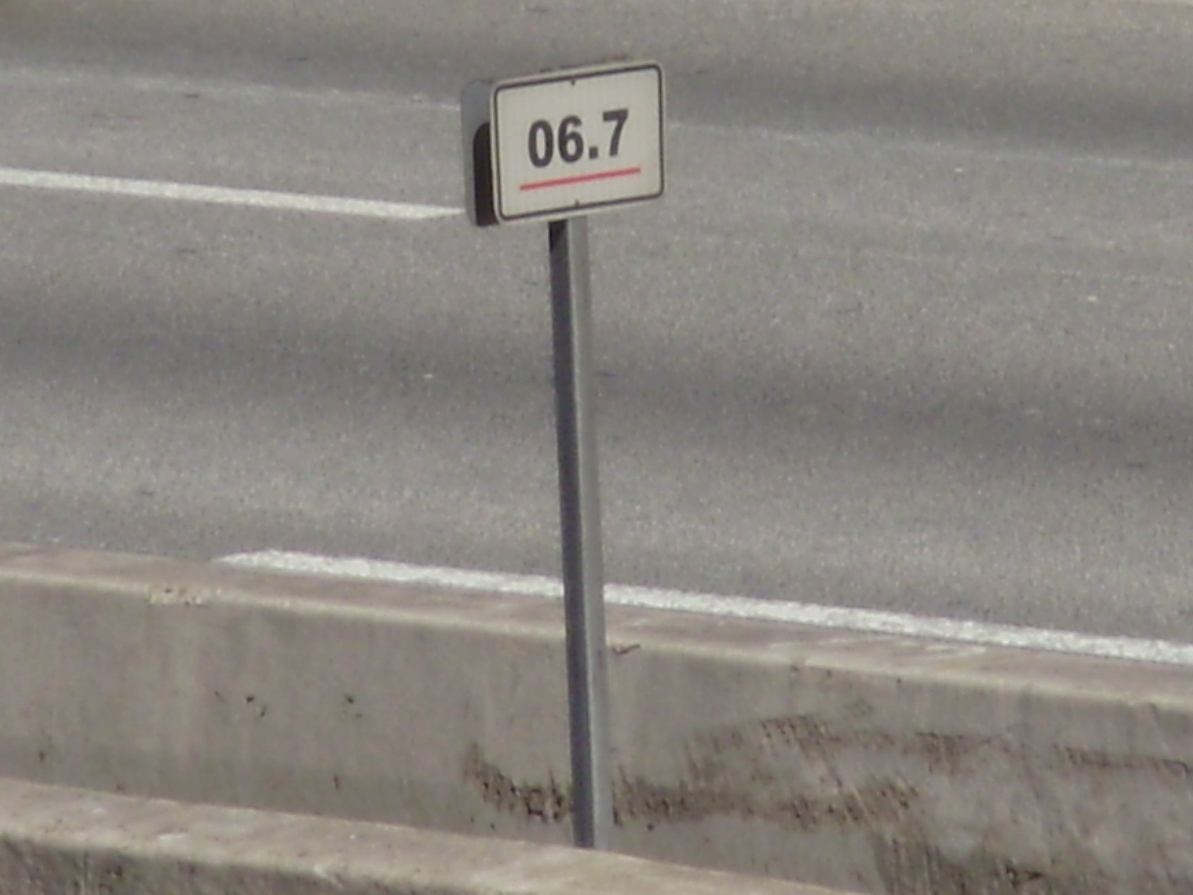
Un cartello indicatore situato sul terrapieno centrale del périphérique, in prossimità dell'Avenue Georges-Lafenestre. La sottolineatura rossa indica che questo punto di riferimento è visto dai veicoli che viaggiano sulla carreggiata interna e si trova a 6,7 km dal PK0 del Pont amont

.

## Svincoli
| N. | Nome                       | Periferica interna | Periferica interna        | Periferica esterna   | Periferica esterna         |
| N. | Nome                       | Arrondissement     | Via principale            | Comuni               | Via principale             |
| -- | -------------------------- | ------------------ | ------------------------- | -------------------- | -------------------------- |
| 1  | Porte de Bercy             | XII                | Quai de Bercy             | Charenton-le-Pont    | Autoroute A4               |
| 2  | Porte d'Ivry               | XIII               | Avenue d'Ivry             | —                    | —                          |
| 3  | Porte d'Italie             | XIII               | Avenue d'Italie           | Ivry-sur-Seine       | Autoroute A6b              |
| 4  | Porte de Gentilly          | XIV                | Rue de l'Amiral Mouchez   | Gentilly             | Autoroute A6a              |
| 5  | Porte d'Orléans            | XIV                | Avenue du Général Leclerc | Montrouge            | Avenue Aristide Briand     |
| 6  | Porte de Châtillion        | XIV                | Avenue Jean Moulin        | Malakoff / Montrouge | Avenue Pierre Brossollette |
| 7  | Porte de Vanves            | XIV                | Boulevard Brune           | Malakoff             | Rue Ernest Renan           |
| 8  | Porte Brancion             | XV                 | Avenue Brancion           | Vanves               | Rue Jean Bleuzen           |
| 9  | Porte de la Plaine         | XV                 | Rue du Général Guillaumat | Vanves               | Avenue Pasteur             |
| 10 | Porte de Sèvres            | XV                 | Rue Balard                | —                    | —                          |
| 11 | Porte de Saint-Cloud       | XVI                | Avenue de Versailles      | Boulogne-Billancourt | Route de la Reine          |
| 12 | Porte Molitor              | XVI                | Rue Molitor               | Boulogne-Billancourt | Boulevard d'Auteuil        |
| 13 | Porte d'Auteuil            | XVI                | Rue Poussin               | Bois de Boulogne     | Autoroute A13              |
| 14 | Porte de Passy             | XVI                | Avenue Ingres             | Bois de Boulogne     | Rue de l'Hippodrome        |
| 15 | Porte de la Muette         | XVI                | Avenue Henri Martin       | —                    | —                          |
| 16 | Porte Dauphine             | XVI                | Avenue Foch               | Bois de Boulogne     | Route de Suresnes          |
| 17 | Porte Maillot              | XVII               | Avenue de la Grande Armée | Neuilly-sur-Seine    | Avenue Charles De Gaulle   |
| 18 | Porte de Champerret        | XVII               | Avenue de Villiers        | Levallois-Perret     | Boulevard Bineau           |
| 19 | Porte d'Asnières           | XVII               | Rue de Tocqueville        | Asnières-sur-Seine   | Rue Victor Hugo            |
| 20 | Porte de Clichy            | XVII               | Avenue de Clichy          | Clichy               | Boulevard Jean Jaurès      |
| 21 | Porte de Saint-Ouen        | XVIII              | Avenue de Saint-Ouen      | Saint-Ouen           | Avenue Gabriel Péri        |
| 22 | Porte de Clignancourt      | XVIII              | Avenue de Saint-Ouen      | Saint-Ouen           | Avenue Michelet            |
| 23 | Porte de la Chapelle       | XVIII              | Rue de la Chapelle        | Saint-Denis          | Autoroute A1               |
| 24 | Porte d'Aubervilliers      | XIX                | Rue d'Aubervilliers       | Aubervilliers        | Rue Victor Hugo            |
| 25 | Porte de la Villette       | XIX                | Avenue de Flandre         | Saint-Denis          | Avenue Jean Jaurès         |
| 26 | Porte de Pantin            | XIX                | Avenue Jean Jaurès        | Pantin               | Avenue Jean Lolive         |
| 27 | Porte du Pré-Saint-Gervais | XX                 | Rue Haxo                  | —                    | —                          |
| 28 | Porte des Lilas            | XX                 | Rue de Belleville         | Les Lilas            | Rue de Paris               |
| 29 | Porte de Bagnolet          | XX                 | Rue Belgrand              | Bagnolet             | Autoroute A3               |
| 30 | Porte de Montreuil         | XX                 | Rue d'Avron               | Montreuil            | Rue de Paris               |
| 31 | Porte de Vincennes         | XII                | Cours de Vincennes        | Saint-Mandé          | Avenue de Paris            |
| 32 | Porte de Saint-Mandé       | XII                | Avenue de Saint-Mandé     | Saint-Mandé          | Avenue Victor-Hugo         |
| 33 | Porte Dorée                | XII                | Avenue Daumesnil          | Saint-Mandé          | Avenue Daumesnil           |
| 34 | Porte de Charenton         | XII                | Rue de Charenton          | Charenton-le-Pont    | Avenue de Gravelle         |